# Diolcogaster periander
Diolcogaster periander är en stekelart som först beskrevs av Nixon 1965.  Diolcogaster periander ingår i släktet Diolcogaster och familjen bracksteklar. Inga underarter finns listade i Catalogue of Life.